# Episodi di Dream High
La serie televisiva Dream High è andata in onda su KBS2 dal 3 gennaio 2011 al 28 febbraio 2011.
In Italia i 16 episodi originali da un'ora sono stati divisi in due puntate da mezz'ora, raddoppiandone così la quantità. I primi due episodi italiani sono andati in onda su Super! il 1º settembre 2013 in prima serata; la stagione ha poi cominciato la trasmissione regolare, dal primo episodio, il 2 settembre 2013 e si è conclusa il 16 ottobre. Dal 30 ottobre 2013 al 10 gennaio 2014 la serie è stata pubblicata, a ritmo di tre episodi a settimana, sul canale ufficiale YouTube dedicato alla serie.
| Nº | Nº italiano | Titolo originale   | Titolo italiano             | Prima TV Corea del Sud | Prima TV Italia   |
| -- | ----------- | ------------------ | --------------------------- | ---------------------- | ----------------- |
| 1  | 1           | 제1화 Episodio 1   | A scuola con Sam            | 3 gennaio 2011         | 1º settembre 2013 |
| 1  | 2           | 제1화 Episodio 1   | Prime selezioni alla Kirin  | 3 gennaio 2011         | 1º settembre 2013 |
| 2  | 3           | 제2화 Episodio 2   | Giorno di selezioni         | 4 gennaio 2011         | 4 settembre 2013  |
| 2  | 4           | 제2화 Episodio 2   | Ammissioni speciali         | 4 gennaio 2011         | 5 settembre 2013  |
| 3  | 5           | 제3화 Episodio 3   | Un difficile compito        | 10 gennaio 2011        | 6 settembre 2013  |
| 3  | 6           | 제3화 Episodio 3   | Inizia la competizione      | 10 gennaio 2011        | 9 settembre 2013  |
| 4  | 7           | 제4화 Episodio 4   | La decisione del direttore  | 11 gennaio 2011        | 10 settembre 2013 |
| 4  | 8           | 제4화 Episodio 4   | La scommessa                | 11 gennaio 2011        | 11 settembre 2013 |
| 5  | 9           | 제5화 Episodio 5   | La prova                    | 17 gennaio 2011        | 12 settembre 2013 |
| 5  | 10          | 제5화 Episodio 5   | La canzone perfetta         | 17 gennaio 2011        | 13 settembre 2013 |
| 6  | 11          | 제6화 Episodio 6   | Bentornato Brian            | 18 gennaio 2011        | 16 settembre 2013 |
| 6  | 12          | 제6화 Episodio 6   | Il finto saggio scolastico  | 18 gennaio 2011        | 17 settembre 2013 |
| 7  | 13          | 제7화 Episodio 7   | Una scelta difficile        | 24 gennaio 2011        | 18 settembre 2013 |
| 7  | 14          | 제7화 Episodio 7   | L'emozione del palco        | 24 gennaio 2011        | 19 settembre 2013 |
| 8  | 15          | 제8화 Episodio 8   | Il debutto                  | 31 gennaio 2011        | 20 settembre 2013 |
| 8  | 16          | 제8화 Episodio 8   | La rivelazione              | 31 gennaio 2011        | 23 settembre 2013 |
| 9  | 17          | 제9화 Episodio 9   | Inizia la gara              | 1º febbraio 2011       | 24 settembre 2013 |
| 9  | 18          | 제9화 Episodio 9   | L'occasione di Brian        | 1º febbraio 2011       | 25 settembre 2013 |
| 10 | 19          | 제10화 Episodio 10 | Trasferta in Giappone       | 7 febbraio 2011        | 26 settembre 2013 |
| 10 | 20          | 제10화 Episodio 10 | Nuovi amici                 | 7 febbraio 2011        | 27 settembre 2013 |
| 11 | 21          | 제11화 Episodio 11 | Corso di composizione       | 8 febbraio 2011        | 30 settembre 2013 |
| 11 | 22          | 제11화 Episodio 11 | L'imbroglio di Becky        | 8 febbraio 2011        | 1º ottobre 2013   |
| 12 | 23          | 제12화 Episodio 12 | La scelta di Sam            | 14 febbraio 2011       | 2 ottobre 2013    |
| 12 | 24          | 제12화 Episodio 12 | Il segno del destino        | 14 febbraio 2011       | 3 ottobre 2013    |
| 13 | 25          | 제13화 Episodio 13 | Nuove opportunità           | 15 febbraio 2011       | 4 ottobre 2013    |
| 13 | 26          | 제13화 Episodio 13 | Amici in difficoltà         | 15 febbraio 2011       | 7 ottobre 2013    |
| 14 | 27          | 제14화 Episodio 14 | L'altra faccia del successo | 21 febbraio 2011       | 8 ottobre 2013    |
| 14 | 28          | 제14화 Episodio 14 | Un'audizione impegnativa    | 21 febbraio 2011       | 9 ottobre 2013    |
| 15 | 29          | 제15화 Episodio 15 | Una decisione difficile     | 22 febbraio 2011       | 10 ottobre 2013   |
| 15 | 30          | 제15화 Episodio 15 | Una nuova possibilità       | 22 febbraio 2011       | 11 ottobre 2013   |
| 16 | 31          | 제16화 Episodio 16 | Squadra vincente            | 28 febbraio 2011       | 16 ottobre 2013   |
| 16 | 32          | 제16화 Episodio 16 | Il sogno realizzato         | 28 febbraio 2011       | 16 ottobre 2013   |